# Игольчатый феррит
Иго́льчатый ферри́т — микроструктура феррита в стали, характеризующаяся наличием игольчатых кристаллитов или зёрен в двух измерениях. Зёрна с трёхмерными формами имеют тонкую двояковыпуклую форму. Такая микроструктура является преимуществом перед другими микроструктурами за её хаотичное расположение, что увеличивает прочность металла.
Игольчатый феррит образуется в металле из аустенитных зёрен путём зарождения зёрен включений, в результате чего возникают хаотически ориентированные коротких иглы феррита, напоминающие по внешнему виду 'рогожку'.
В микроструктуре игольчатого феррита возникают высокоугловые межфазные границы, что обеспечивает повышенную вязкость и хладостойкость полученного металла.
Зарождению феррита различных морфологий способствуют неметаллические включения в металле, в частности кислородные включения определённого типа и размера. Для зарождения игольчатого феррита необходимы неметаллические включения.
Твёрдость металла в сварочном шве также обуславливается наличием в нём игольчатого феррита.